# Debbie Reynolds
Mary Frances Reynolds (El Paso, Texas, 1 de abril de 1932-Los Ángeles, California, 28 de diciembre de 2016), conocida como Debbie Reynolds, fue una actriz y cantante estadounidense, famosa por sus papeles en Cantando bajo la lluvia (1952), La conquista del Oeste, Molly Brown siempre a flote (por el cual fue nominada al Óscar), Mother (nominación al Globo de Oro), In & Out (1997) y por interpretar a Aggie Cromwell en las películas de Halloweentown (1998-2006). Fue galardonada con un Oscar honorífico en 2015.

## Vida y carrera

### Primeros años
Reynolds nació en El Paso, Texas, siendo la segunda hija de Raymond Francis Reynolds (1903-1986) y Maxine N. Harman (1913-1999). Su familia se trasladó a Burbank, California, en 1939.

### Debut a los 16
A los dieciséis años, Reynolds ganó el concurso de belleza de Miss Burbank, un contrato cinematográfico y adquirió el nombre con el que se la conoce.
Reynolds apareció en pequeños papeles en dos películas de la Warner y, posteriormente, firmó un contrato con la Metro-Goldwyn-Mayer, donde participó en las películas Three Little Words, protagonizada por Fred Astaire y Red Skelton, Two Weeks with Love, donde recibió muy buenas críticas, y Mr. Imperium, con Lana Turner.

### Cantando bajo la lluvia
En contra de la oposición inicial de Gene Kelly y de su falta de habilidad para el claqué, Reynolds coprotagonizó con apenas diecinueve años Cantando bajo la lluvia, junto con el mismo Kelly y Donald O'Connor. Se cuenta que Gene Kelly empezó el rodaje tratando a Debbie con desprecio por su inexperiencia, y Fred Astaire al verla llorar se ofreció a ayudarla. La joven actriz se esforzó en las coreografías para cumplir las expectativas y, tras doce horas de trabajo para rodar el baile de Good Morning, pudo lograrlo.
Cantando bajo la lluvia está ambientado hacia 1927, en la época de transición entre el cine mudo y el sonoro. Debbie Reynolds interpreta a una actriz que dobla la voz y las canciones de una diva del cine mudo de voz deficiente (Jean Hagen); en una curiosa paradoja, Reynolds en realidad fue doblada en las canciones por dicha actriz.
Cantando bajo la lluvia fue un gran éxito de taquilla (recaudó casi el triple de lo que costó), fue nominada a dos premios Óscar y con el tiempo se convirtió en uno de los musicales más famosos de la historia del cine.

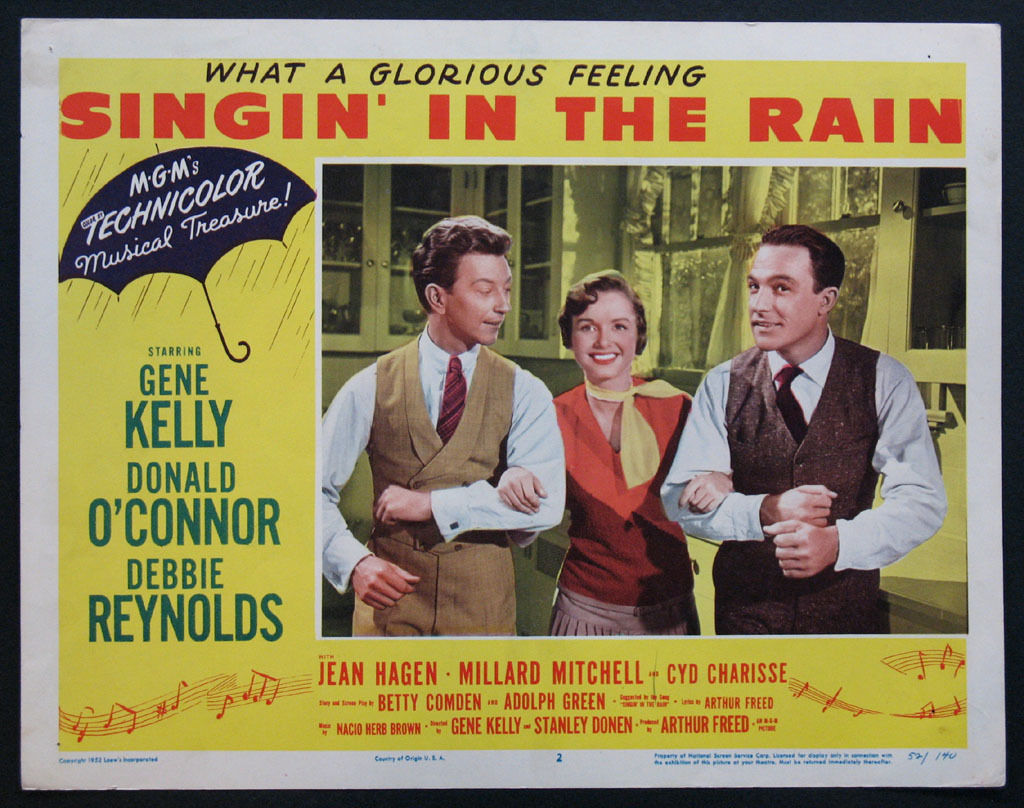
Cantando bajo la lluvia, 1952

### Actriz y cantante
Reynolds protagonizó muchas películas y grabó discos, con algunas canciones que fueron un éxito, como «Tammy», incluida en su película de 1957 Tammy, la muchacha salvaje, donde trabajó con Leslie Nielsen. Varios de sus temas entraron en el Billboard. Durante un decenio (hacia 1965-1975) ofreció recitales en el Hotel Riviera de Las Vegas, con un ritmo de trabajo (dos sesiones por noche, todos los días de la semana) que calificó como «extenuante».
En 1963, participó en la superproducción La conquista del Oeste, dentro de un rutilante reparto: Henry Fonda, Gregory Peck, John Wayne, Lee J. Cobb, Carroll Baker, James Stewart, Karl Malden... En 1966, protagonizó la comedia musical The Singing Nun (Dominique), de Henry Koster, junto a Ricardo Montalban y Katharine Ross. En 1960, hizo un cameo en el popular filme Pepe, protagonizado por Cantinflas.
Su papel protagonista en la película musical de Charles Walters Molly Brown siempre a flote (1964) le proporcionó una candidatura al Oscar, que perdió ante Julie Andrews y su papel en Mary Poppins. Debbie Reynolds encarnaba a una heroína real: Margaret Brown, una pasajera del Titanic que ayudó en el salvamento de numerosas víctimas del naufragio. Décadas después, en 1989, Reynolds recuperó el argumento de la película en un montaje teatral.

### Activa hasta el final

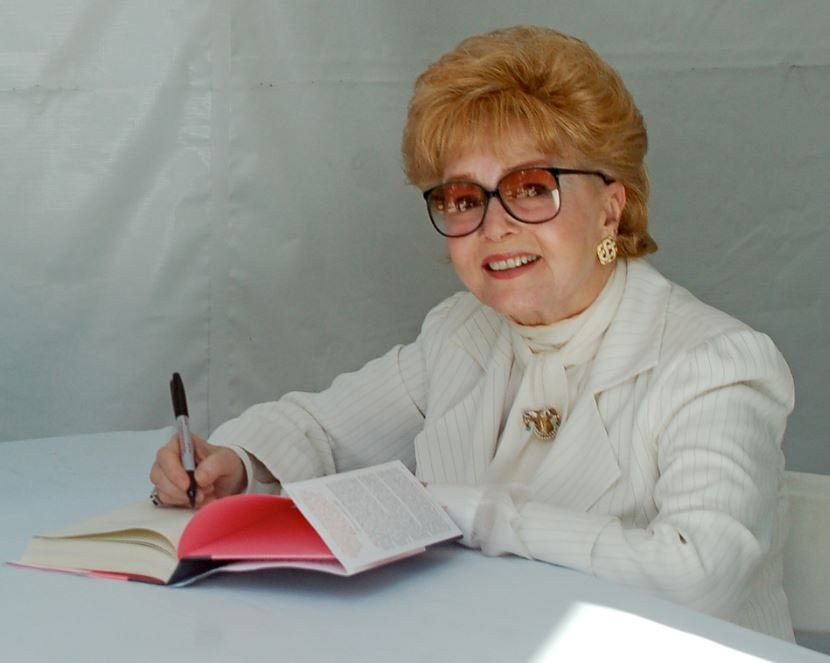
Reynolds en 2013

Hasta el 2013 siguió apareciendo en películas y en series de televisión; era una de los pocas actrices de la edad de oro de la MGM que todavía seguía en activo, al igual que Margaret O'Brien, Jane Powell, Rita Moreno, Leslie Caron, Dean Stockwell, Angela Lansbury, Russ Tamblyn y June Lockhart.
En 1992, hizo un cameo en el taquillero filme El guardaespaldas, protagonizado por Whitney Houston y Kevin Costner, y en 1996 protagonizó Mother junto a Albert Brooks, y recibió una nominación al Globo de Oro.
En 1998, interpretó por primera vez a la abuela Aggie en la saga de películas para televisión Halloweentown, de Disney Channel. Fueron cuatro producciones que se emitieron entre 1998 y el 2006.
Se mantuvo cercana al colectivo gay, y participó en dos filmes muy destacados. En 1997, en la exitosa comedia In & Out, protagonizada por Kevin Kline, y en el 2013 en Behind the Candelabra, filme sobre el excéntrico pianista Liberace protagonizado por Michael Douglas y Matt Damon, en el cual encarnó a la madre de Liberace. En 2010, fue juez invitada en el concurso televisivo de drag queens RuPaul's Drag Race.
En el 2000, puso su voz en el filme infantil de animación Rugrats en París: La película y en el 2001 tuvo un papel en el célebre telefilme These Old Broads junto a otras tres leyendas del cine: su antigua enemiga Elizabeth Taylor, Shirley Mc Laine y Joan Collins. Esta producción supuso el reencuentro de Debbie Reynolds con Liz Taylor, con quien había vivido una sonada enemistad décadas antes, cuando Liz vivió un idilio con el marido de Debbie, Eddie Fisher, que desembocó en el divorcio de la pareja.
Desde 1999 hasta 2006, Debbie Reynolds interpretó el papel de la madre de Grace, Bobbi Adler, en la serie de la NBC Will & Grace.

### Matrimonios e hijos
Reynolds estuvo casada tres veces. Con el popular cantante Eddie Fisher se casó en 1955 y se divorció en 1959. Fisher la abandonó para casarse con la actriz Elizabeth Taylor, lo que causó uno de los mayores escándalos de la época. De este matrimonio habían nacido dos hijos: la actriz y guionista Carrie Fisher (conocida por su papel de princesa Leia en la saga de La guerra de las galaxias), nacida en 1956, y Todd Fisher (1958).
Posteriormente, Reynolds se casó con Harry Karl, un magnate del mundo del calzado, en 1960, aunque se separaron en 1973. Este matrimonio también resultó ser desastroso debido a los problemas con el juego de Karl.
Finalmente, Reynolds se casó con Richard Hamlett en 1984. Este matrimonio también terminó en divorcio en 1994.

### Fallecimiento
El 23 de diciembre de 2016, su hija Carrie Fisher sufrió un infarto masivo al miocardio durante un vuelo que la trasladaba de Londres hacia Los Ángeles. El día 24, Debbie Reynolds declaró que Carrie Fisher se encontraba estable. Finalmente, cuatro días después de su hospitalización, el 27 de diciembre, su hija murió a la edad de 60 años. Al día siguiente, el 28 de diciembre, Debbie fue ingresada en un hospital, como consecuencia de un accidente cerebrovascular debido en parte al choque emocional que produjo en ella la inesperada muerte de su hija. Su fallecimiento ocurrió ese mismo día. Su hijo Todd, al informar sobre el hecho, indicó que las últimas palabras de Debbie antes de morir, fueron: «La extraño mucho, quiero estar con Carrie». 
Tras ambos fallecimientos, Todd Fisher, hijo de Debbie y hermano de Carrie, subastó 1.500 recuerdos personales, entre los que se encuentran la casa en la que vivieron juntas, el vestido de seda que Debbie llevó en Cantando bajo la lluvia, los zapatos rojos de rubíes que llevó Judy Garland en su papel de Dorothy en El mago de Oz, que eran propiedad de Debbie, etc. Los beneficios obtenidos pararán en las organizaciones benéficas The Thalians (fundada por Debbie Reynolds) y The Jed Fundation, que previene el suicidio de los jóvenes, elegida por Billie Lourd, nieta de Debbie.
Un funeral simultáneo fue llevado a cabo el 25 de marzo de 2017. La ceremonia fue privada y sólo estuvieron presentes sus familiares y sus amigos más cercanos. Cumpliendo con los últimos deseos de su hija Carrie, cuyo cuerpo fue cremado ese mismo día, su último deseo fue que una parte de sus cenizas fueran sepultadas junto al féretro de su madre y así fue: los restos de Debbie Reynolds fueron sepultados en una cripta en el cementerio Forest Lawn Memorial Park en Hollywood Hills mientras que una porción de las cenizas de Carrie Fisher fueron enterradas junto con su féretro.[cita requerida]

### Reconocimientos
Durante su carrera, Reynolds fue candidata una vez al Oscar a la mejor actriz (por su papel en Molly Brown siempre a flote), cinco veces a los Globos de Oro y una vez a los Emmy.
Las huellas de Reynolds están impresas en el Grauman's Chinese Theatre de Hollywood. Además, tiene una estrella en el Paseo de la fama de Hollywood, en el 6654 de Hollywood Boulevard.
En 2015, recibió el Premio a la Trayectoria en los Screen Actor's Guild Awards, de mano de su hija, Carrie Fisher. Ese mismo año, fue galardonada con el Premio Jean Hersholt.

## Filmografía

### Cine
| Año  | Título                                                            | Personaje                                 | Notas                   |
| ---- | ----------------------------------------------------------------- | ----------------------------------------- | ----------------------- |
| 1948 | June Bride                                                        | Novia de Boo en la boda                   | No acreditada           |
| 1950 | The Daughter of Rosie O'Grady                                     | Maureen O'Grady                           |                         |
| 1950 | Three Little Words                                                | Helen Kane                                |                         |
| 1950 | Two Weeks with Love                                               | Melba Robinson                            |                         |
| 1951 | Mr. Imperium                                                      | Gwen                                      |                         |
| 1952 | Singin' in the Rain (Cantando bajo la lluvia [Esp])               | Kathy Selden                              |                         |
| 1952 | Skirts Ahoy!                                                      | Ella misma                                | No acreditada           |
| 1953 | I Love Melvin                                                     | Judy Schneider/Judy LeRoy                 |                         |
| 1953 | The Affairs of Dobie Gillis                                       | Pansy Hammer                              |                         |
| 1953 | Give a Girl a Break (Tres chicas con suerte [Esp])                | Suzy Doolittle                            |                         |
| 1954 | Susan Slept Here (Las tres noches de Susana [Esp])                | Susan Beauregard Landis                   |                         |
| 1954 | Athena                                                            | Minerva Mulvain                           |                         |
| 1955 | Hit the Deck                                                      | Carol Pace                                |                         |
| 1955 | The Tender Trap (El solterón y el amor [Esp])                     | Julie Gillis                              |                         |
| 1956 | Meet Me in Las Vegas                                              | Ella misma                                | No acreditada           |
| 1956 | The Catered Affair                                                | Jane Hurley                               |                         |
| 1956 | Bundle of Joy (Los líos de Susana [Esp])                          | Polly Parish                              |                         |
| 1957 | Tammy and the Bachelor (Tammy, la muchacha salvaje [Esp])         | Tammy                                     |                         |
| 1958 | This Happy Feeling (La pícara edad [Esp])                         | Janet Blake                               |                         |
| 1959 | The Mating Game (Cómo atrapar a un marido [Esp])                  | Mariette Larkin                           |                         |
| 1959 | Say One for Me (Di uno por mí [Esp])                              | Holly LeMaise, llamada Conroy             |                         |
| 1959 | It Started with a Kiss (Empezó con un beso [Esp])                 | Maggie Putnam                             |                         |
| 1959 | The Gazebo (Un muerto recalcitrante [Esp])                        | Nell Nash                                 |                         |
| 1960 | The Rat Race (Perdidos en la gran ciudad [Esp])                   | Peggy Brown                               |                         |
| 1960 | Pepe                                                              |                                           | Cameo                   |
| 1961 | The Pleasure of His Company                                       | Jessica Anne Poole                        |                         |
| 1961 | The Second Time Around (Sola ante el peligro [Esp])               | Lucretia «Lu» Rogers                      |                         |
| 1962 | How the West Was Won (La conquista del Oeste [Esp])               | Lilith Prescott                           |                         |
| 1963 | My Six Loves (Mis seis amores [Esp])                              | Janice Courtney                           |                         |
| 1963 | Mary, Mary                                                        | Mary McKellaway                           |                         |
| 1964 | The Unsinkable Molly Brown (Molly Brown siempre a flote [Esp])    | Molly Brown                               |                         |
| 1964 | Goodbye Charlie (Adiós, Charlie [Esp])                            | Charlie Sorel/Virginia Mason              |                         |
| 1966 | The Singing Nun                                                   | Sister Ann                                |                         |
| 1967 | Divorce American Style (El novio de mi mujer [Esp])               | Barbara Harmon                            |                         |
| 1968 | How Sweet It Is! (Matrimonio 69 [Esp])                            | Jenny Henderson                           |                         |
| 1971 | What's the Matter with Helen? (¿Qué le pasa a Helen? [Esp])       | Adelle                                    |                         |
| 1973 | Charlotte's Web                                                   | Charlotte A. Cavatica                     | Voz                     |
| 1974 | Busby Berkeley                                                    |                                           | Documental              |
| 1974 | That's Entertainment!                                             |                                           | Película de compilación |
| 1992 | The Bodyguard (El guardaespaldas [Esp])                           | Ella misma                                | Cameo                   |
| 1993 | Jack L. Warner: The Last Mogul                                    |                                           | Documental              |
| 1993 | Heaven & Earth (El cielo y la tierra [Esp])                       | Eugenia                                   |                         |
| 1994 | That's Entertainment! III                                         |                                           | Película de compilación |
| 1996 | Mother (Las manías de mamá [Esp])                                 | Beatrice Henderson                        |                         |
| 1996 | Wedding Bell Blues                                                | Ella misma                                |                         |
| 1997 | In & Out                                                          | Berniece Brackett                         |                         |
| 1998 | Fear and Loathing in Las Vegas                                    | Ella misma                                | Voz                     |
| 1998 | Kiki's Delivery Service                                           | Madame                                    | Disney English dub. Voz |
| 1998 | Zack and Reba                                                     | Beulah Blanton                            |                         |
| 1998 | Rudolph the Red-Nosed Reindeer: The Movie                         | Sra. Claus/madre de Rudolph/ Sra. Prancer | Voz                     |
| 1999 | Keepers of the Frame                                              |                                           | Documental              |
| 2000 | Rugrats in Paris: The Movie (Rugrats en París: La película [Esp]) | Lulu Pickles                              | Voz                     |
| 2000 | Rugrats: Acorn Nuts & Diapey Butts                                | Lulu Johnson                              | Voz                     |
| 2002 | Cinerama Adventure                                                | Ella misma (entrevistada)                 | Documental              |
| 2004 | Connie and Carla                                                  | Ella misma                                |                         |
| 2007 | Mr. Warmth: The Don Rickles Project                               | Ella misma (entrevistada)                 | Documental              |
| 2008 | Light of Olympia                                                  | Queen                                     | Voz                     |
| 2008 | The Jill & Tony Curtis Story                                      | Ella misma                                | Documental              |
| 2008 | The Brothers Warner                                               |                                           | Documental              |
| 2008 | Fay Wray: A Life                                                  |                                           | Documental              |
| 2012 | One for the Money                                                 | Grandma Mazur                             |                         |
| 2016 | Bright Lights: Starring Carrie Fisher and Debbie Reynolds         | Ella misma                                | Documental              |

- ¡Viva Las Vegas! (1956) (cameo)
- Dominique (1966)
- Fingers Walking (2005)

### Televisión
| Año       | Título                                                         | Personaje                         | Notas                                                        |
| --------- | -------------------------------------------------------------- | --------------------------------- | ------------------------------------------------------------ |
| 1969      | Debbie Reynolds and the Sound of Children                      | Ella misma                        | Película para televisión                                     |
| 1981      | Aloha Paradise                                                 | Sydney Chase                      | 8 episodios                                                  |
| 1982      | Alice                                                          | Felicia Blake                     | Episodio: «Sorry, Wrong Lips!»                               |
| 1987      | Sadie and Son                                                  | Sadie                             | Película para televisión                                     |
| 1989      | Perry Mason: The Case of the Musical Murder                    | Amanda Cody                       | Película para televisión                                     |
| 1991      | The Golden Girls (Las chicas de oro [Esp])                     | Truby                             | Episodio: «There Goes the Bride: Part 2»                     |
| 1992      | Battling for Baby                                              | Helen                             | Película para televisión                                     |
| 1994      | Wings                                                          | Deedee Chappel                    | Episodio: «If It's Not One Thing, It's Your Mother»          |
| 1997      | Roseanne                                                       | Audrey Conner                     | Episodio: «Arsenic and Old Mom»                              |
| 1998      | Halloweentown                                                  | Splendora Agatha «Aggie» Cromwell | Película para televisión                                     |
| 1998      | The Christmas Wish                                             | Ruth                              | Película para televisión                                     |
| 1999      | A Gift of Love: The Daniel Huffman Story                       | Shirlee Allison                   | Película para televisión                                     |
| 1999-2006 | Will & Grace                                                   | Bobbi Adler                       | 12 episodios                                                 |
| 2000      | Virtual Mom                                                    | Gwen                              | Película para televisión                                     |
| 2000-2002 | Rugrats                                                        | Lulu Pickles                      | Voz. 10 episodios                                            |
| 2001      | These Old Broads                                               | Piper Grayson                     | Película para televisión                                     |
| 2001      | Halloweentown II: Kalabar's Revenge                            | Splendora Agatha «Aggie» Cromwell | Película para televisión                                     |
| 2002      | Generation Gap                                                 |                                   | Película para televisión                                     |
| 2003      | Tracey Ullman in Trailer Tales                                 | Ella misma                        | Cameo. Especial de comedia de televisión                     |
| 2003-2007 | Kim Possible                                                   | Nana Possible                     | 4 episodios                                                  |
| 2004      | Halloweentown High                                             | Splendora Agatha «Aggie» Cromwell | Película para televisión                                     |
| 2006      | Return to Halloweentown                                        | Splendora Agatha «Aggie» Cromwell | Cameo. Película para televisión                              |
| 2006      | Lolo's Cafe                                                    | Sra. Atkins                       | Voz. Película para televisión                                |
| 2008      | Family Guy                                                     | Sra. Wilson                       | Episodio: «Tales of a Third Grade Nothing»                   |
| 2010      | The Penguins of Madagascar (Los pingüinos de Madagascar [Esp]) | Granny Squirrel                   | Voz. Episodio: «The Lost Treasure of the Golden Squirrel»    |
| 2010      | RuPaul's Drag Race                                             | Ella misma (Jueza invitada)       |                                                              |
| 2011      | So You Think You Can Dance                                     | Ella misma (Jueza invitada)       |                                                              |
| 2013      | Behind the Candelabra                                          | Frances Liberace                  | Película para televisión                                     |
| 2015      | The 7D                                                         | Queen Whimsical                   | Voz. Episodio: «Big Rock Candy Flim-Flam/Doing the 7D Dance» |

- The Eddie Fisher Show (1957-1959)
- The Debbie Reynolds Show (1969-1970)
- The Dick Cavett Show (1970)

## Radio
| Año                 | Título            | Notas               |
| ------------------- | ----------------- | ------------------- |
| 9 de agosto de 1952 | Lux Radio Theatre | Two Weeks With Love |

## Premios y nominaciones
| Año  | Otorga                           | Premio                                               | Trabajo                                  | Resultado |
| ---- | -------------------------------- | ---------------------------------------------------- | ---------------------------------------- | --------- |
| 1951 | Golden Globe Awards              | Nueva estrella del año – actriz                      | Three Little Words                       | Nominada  |
| 1956 | National Board of Review         | Mejor actriz de soporte                              | The Catered Affair                       | Ganó      |
| 1957 | Golden Globe Awards              | Mejor actriz – película musical o comedia            | Bundle of Joy                            | Nominada  |
| 1965 | Academy Awards                   | Mejor actriz                                         | The Unsinkable Molly Brown               | Nominada  |
| 1965 | Golden Globe Awards              | Mejor actriz – película musical o comedia            | La Insumergible Molly Brown              | Nominada  |
| 1970 | Golden Globe Awards              | Mejor actriz – serie de televisión musical o comedia | The Debbie Reynolds Show                 | Nominada  |
| 1973 | Tony Awards                      | Mejor actriz en un musical                           | Irene                                    | Nominada  |
| 1997 | American Comedy Awards           | Premio de logro de vida en una comedia               | Ella misma                               | Ganó      |
| 1997 | Golden Globe Awards              | Mejor actriz – película musical o comedia            | Mother                                   | Nominada  |
| 1997 | Satellite Awards                 | Mejor actriz de soporte – película                   | Mother                                   | Ganó      |
| 1998 | Blockbuster Entertainment Awards | Actriz de soporte favorita – comedia                 | In & Out                                 | Nominada  |
| 2000 | Daytime Emmy Awards              | Destacado desempeño en un especial para niños        | A Gift of Love: The Daniel Huffman Story | Nominada  |
| 2000 | Primetime Emmy Awards            | Destacada actriz invitada en una serie de comedia    | Will & Grace                             | Nominada  |
| 2014 | Screen Actors Guild              | Premio de logro de vida                              | Ella misma                               | Ganó      |
| 2015 | Academy Awards                   | Premio Humanitario Jean Hersholt                     | Ella misma                               | Ganó      |